# Pyramid Mountain, Alberta
Pyramid Mountain är ett berg i Kanada.   Det ligger i provinsen Alberta, i den centrala delen av landet, 3 100 km väster om huvudstaden Ottawa. Toppen på Pyramid Mountain är 2 766 meter över havet, eller 746 meter över den omgivande terrängen. Bredden vid basen är 14,1 km.
Terrängen runt Pyramid Mountain är bergig åt nordväst, men åt sydost är den kuperad.Runt Pyramid Mountain är det mycket glesbefolkat, med 5 invånare per kvadratkilometer.. Närmaste större samhälle är Jasper Park Lodge, 9,5 km sydost om Pyramid Mountain.
I omgivningarna runt Pyramid Mountain växer i huvudsak barrskog.